# 왕우칭
왕우칭(王禹偁, 954-1001)은 자(字)는 원지(元之)로, 제주(濟州) 거야(鉅野, 현재 산동山東 하택시菏澤市 거야현鉅野縣) 출신이다. 북송(北宋) 문학가이다.

## 생애
왕우칭은 대대로 빈천한 농민 집안 출신이었다. 어려서 열심히 공부하여 5세에는 시를 쓸 줄 알았다. 송태종(宋太宗) 태평흥국(太平興國) 8년(983)에 진사(進士)에 합격하고, 처음으로 성무현(成武縣) 주부(主簿)를 맡았다. 벼슬길에 뜻을 품고 『오지(吾志)』의 시에서 뜻을 펼쳤다. ‘내 삶은 때를 잃은 것이 아니고 뜻은 더는 낮추지 않을 것이다. 그대에게 바라니 요순을 바라고 학업에는 공자와 주공(周公)에 뜻을 둔다(吾生非不辰, 吾志復不卑, 致君望堯舜, 學業根孔姬).‘ 단공(端拱) 원년(988), 왕우칭은 황제의 지시로 서울로 들어가 우습유(右拾遺)와 직사관(直史館)이 되었다. 그는 이윽고 간언하여, 『단공잠(端拱箴)』이으로 황궁의 사치 생활을 비판했다. 후에 좌사간(左司諫), 지제고(知制誥), 한림학사(翰林學士)가 되었다. 강직하여 직언과 간언을 잘하여 ’아첨을 끊는 검을 겸하여 갈고 직언하는 깃발을 대신 세운다(兼磨斷佞劍, 擬樹直言旗)‘라고 했다. 일찍이 세 차례에 걸쳐 강등되었다. 처음엔 순화(淳化) 2년(991) 상주(商州)로 강등되었다. 두 번째엔 지도(至道) 원년 제주(滁州)로 강등되었다. 세 번째엔 함평(咸平) 원년(988) 황주(黃州)로 강등되었다. 고로 ‘왕황주(王黃州)’라는 별명이 생겼다. 황주로 강등되었을 때, ‘황주신건소죽루기(黃州新建小竹樓記)’에서 비록 폄적(貶謫)되었지만 마음은 편안하다면서 달관한 마음을 토로했다.
송진종(宋眞宗) 함평(咸平) 4년(1001) 徙기주(蘄州)로 전근갔지만 한 달도 안 되어 향년 48세에 사망했다. 구양수(歐陽修)는 왕우칭을 흠모하여 제주 시절 왕우칭의 화상을 비라보며 ‘서왕원지화상측(書王元之畫像側)’을 지었다.

## 저작
왕우칭은 『소축집(小畜集)』, 『소축집외집(小畜集外集)』, 『오대사궐문(五代史闕文)』 등을 지었다. 왕우칭 시의 종주인 두보(杜甫)와 백거이(白居易)는 풍격이 평화효창(平和曉暢)하여 『시자(示子)』의 시에서도 “본래 백낙천(백거이)과 함께 뒤로 물러나나 감히 두자미(두보)가 전신이 되길 기대한다(本與樂天爲後進, 敢期子美是前身)”라고 말했다. 시가가 연원이 어디서 왔는지 알 수 있다. 산문(散文)은 평이하다. 대표작으로 ‘황주신건소죽루기(黃州新建小竹樓記)’, ‘당하점구전(唐河店嫗傳)’이 있고, 시로는 ‘대설(對雪), ’촌행(村行)‘ 등이 있다.